# 埴生神社 (成田市)
埴生神社（はぶじんじゃ）は、千葉県成田市にある神社である。旧社格は郷社。別名、三ノ宮埴生神社（さんのみやはぶじんじゃ）と言う。三ノ宮様（さんのみやさま）の通称で親しまれている。
成田市並木町にも同じく「三ノ宮埴生神社」が存在するが、総本社は郷部の埴生神社である。
伊奘冉命（いざなみのみこと）の子・埴山姫命（はにやまひめのみこと）を祀っている。土を司る神であり、三ノ宮埴生神社の御霊代は土師器である。

## 由緒

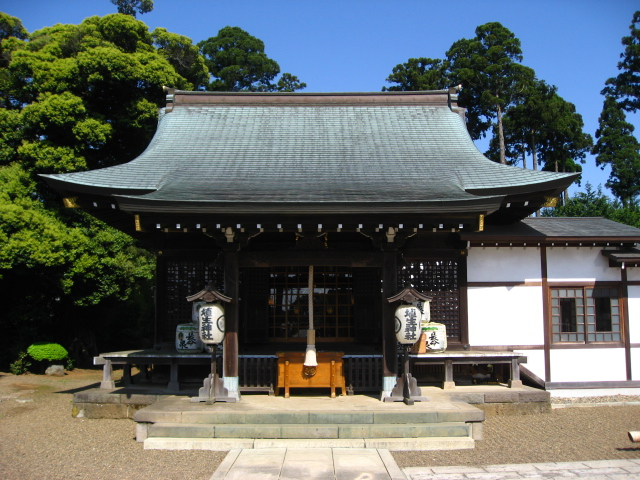
社殿。

- 創建年代は不詳であるが、社伝では、平安時代前期に創建されたと伝えられている。大和朝廷系の土師部一族が、当地（山方郷）で焼畑農耕（焼畑には土の神と火の神とで収穫）を行うとともに土師器を製作していた。近隣の玉作郷では玉作りを職業する玉作部の一族の集落があり、酢取郷（羽取郷（羽取の誤りと言われている））の羽取は「服部」の事で、機を織る一族の集落があり、現在の印旛郡栄町の（麻在郷（麻生郷の誤りと言われている））は麻を生産する一族の集落というように、周辺にはそれぞれの職業集団が郷を形成していた。社殿。

- 平安時代前期に創建されたと伝えられている「三ノ宮埴生神社」は、これらの移住者全員を氏子とする村の氏神で麻生郷（現在の印旛郡栄町矢口）には「一ノ宮埴生神社」玉作郷（現在の成田市松崎）には「二ノ宮埴生神社」山方郷（現在の成田市郷部）には「三ノ宮埴生神社」というように、各郷の生神を祀っていたと考えられている。
- 埴生郡の郡名「埴生」が、古くは土器を作る粘土の「ハニワ」を意味するところから、三ノ宮神社は、一ノ宮、二ノ宮を含む総社的な存在であったと思われ、郷部は元々「郷府」という説があり、埴生郡の中心であったと考えられている。
- 現在では近郷三十余社の神社を傘下に置き、成田総鎮守として子育て・安産・初宮参り・七五三詣の祈祷が多く、成田の産土（うぶすな）様として厚く崇敬されている。
- 郷部町内に天穂日命をまつる土師神社があり、南の成田ニュータウンには加良部の地名が残る。 また、かつて山方郷と言われていた地域には、他にも土師神社が存在する。（成田市上福田、印旛郡栄町布太、茨城県稲敷郡河内町羽子騎）

## 祭礼
- 毎年7月の海の日の前2日に宵宮・例大祭が執り行われる。偶数年に神輿が旧成田町を渡行する。

この地を領していた埴生次郎・平時常が寛元2年（1244年）に神輿を寄進してからの始まりであり、700年以上の歴史がある。かつては、浜降りといい、古くは九十九里浜の蓮沼（現・山武市）まで神輿行列が出かけ10日程掛けて戻ってきていたが、現在は市内を流れる根木名川まで下り、市内を廻る。
近年は、境内にてあさがお・ほおずき市を同時に開催し、宵宮では胡弓の演奏や獅子舞などが行われている。

## 交通
最寄り駅
- JR成田線成田駅下車 徒歩約15分
- 京成電鉄京成線京成成田駅下車 徒歩約15分

## その他
- 埴生神社の境内は、現在の旧千葉県道18号成田安食線（安食街道）の辺りまであり、街道沿いには大きな杉並木が存在していたが、県道の拡張工事に伴い、杉並木は伐採され、現在の境内となった。また、埴生神社前の県道は別名「西参道三の宮通り」の愛称が付けられている。